# Список епізодів серіалу «Пуаро Агати Крісті»

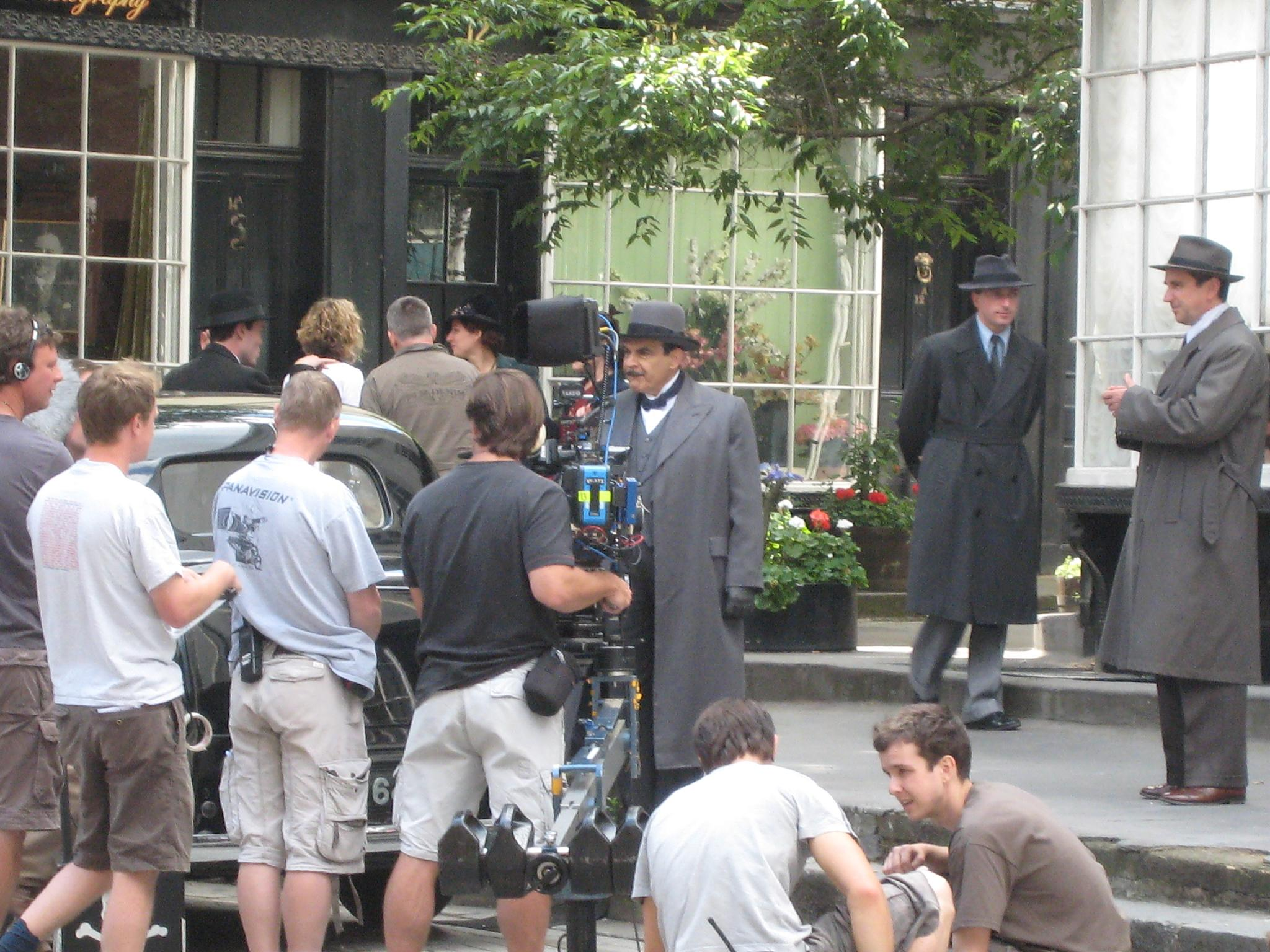
Зйомки серіалу у Лондоні

Пуаро Агати Крісті — британський телесеріал знятий на основі романів та оповідань Агати Крісті, з Девідом Суше у головній ролі. Загалом серіал налічує 13 сезонів та знімався з січня 1989 до листопада 2013.
У перших сезонах серіалу епізоди тривають приблизно 50 хвилин, але починаючи з шостого тривалість серії збільшено до 90–100 хвилин. Коротші епізоди засновані на декількох серіях коротких оповідань Агати Крісті, опублікованих у 1920-х роках, присвячених бельгійському дедиктиву Еркюлю Пуаро. Довші епізоди засновані на 33 романах Крісті про Пуаро та одній збірці оповідань («Подвиги Геракла»). Хоча дія романів розгортається одночасно з часом написання (між 1920-ми та 1970-ми роками), 1936 рік було обрано роком, у якому відбувається більшість епізодів Пуаро. За деякими винятками, серіал розгортається в хронологічному порядку між 1935 і 1939 роками, напередодні Другої світової війни.

## Список серій

### Перший сезон (1989)
| Назва                        | Прем'єра   | Короткий опис | Посилання на IMDb |
| ---------------------------- | ---------- | --- | ----------------- |
| Пригоди кухарки з Клепґема   | 08.01.1989 | Пуаро розслідує зникнення кухарки заможної жінки та незабаром розкриває складну змову, що має на меті приховати ще більш темний злочин. Події відбуваються у Лондоні.                                             |                   |
| Вбивство в прохідному дворі  | 15.01.1989 | Коли жінку знаходять застреленою у своїй квартирі після Ночі багаття, Пуаро намагається зрозуміти, чи жертва померла від власної руки, чи її було вбито. Події відбуваються у Лондоні.                            |                   |
| Пригода Джонні Вейверлі      | 22.01.1989 | Пуаро намагається запобігти викраденню сина сільського сквайра. Хоча його план провалюється, події виявляються не такими як здавалися на перший погляд.                                                           |                   |
| Двадцять чотири дрозди       | 29.01.1989 | Коли художника-відлюдника знаходять мертвим, Пуаро знаходить важливу підказку в останній їжі померлого. Події відбуваються у Лондоні та Брайтоні.                                                                 |                   |
| Квартира на третьому поверсі | 05.02.1989 | Пуаро розслідує вбивство нової мешканки його будинку, що жила у квартирі двома поверхами нижче. Події відбуваються у Лондоні у Вайтґевен меншенз.                                                                 |                   |
| Трикутник на Родосі          | 12.02.1989 | Під час відпочинку у Греції Пуаро розкриває вбивство молодої англійки у центрі любовного трикутника. Події відбуваються на острові Родос.                                                                         |                   |
| Клопіт у морі                | 19.02.1989 | Середземноморський круїз Пуаро зірвано, коли в одній з кают знайшли вбитою неприємну пасажирку. Події відбуваються на борту круїзного корабля та у порту Александрії.                                             |                   |
| Дивна крадіжка               | 26.02.1989 | План багатого промисловця зловити нацистського шпигуна зазнає краху, коли незбагненним чином зникають секретні документи з інформацією про новий британський винищувач. Події відбуваються у Лондоні та околицях. |                   |
| Жировий король               | 12.03.1989 | Колода з відсутньою картою дає Пуаро підказку, необхідну для розкриття вбивства тиранічного голови кіностудії. Події відбуваються у Лондоні.                                                                      |                   |
| Сон                          | 19.03.1989 | Власник відомої фабрики пирогів розповідає Пуаро, що останнім часом йому постійно сниться власне самогубство, а потім помирає за тих самих обставин. Події відбуваються у Лондоні.                                |                   |

### Другий сезон (1990)
| Назва                                  | Прем'єра   | Короткий опис | Посилання на IMDb |
| -------------------------------------- | ---------- | --- | ----------------- |
| Небезпека в будинку на околиці         | 07.01.1990 | Пуаро та Гастінгз зупиняються на ексклюзивному курорті, де знайомляться з прекрасною спадкоємицею, життя якої перебуває в небезпеці. Події відбуваються на англійському узбережжі.                                                                                       |                   |
| Дама під вуаллю                        | 14.01.1990 | Пуаро сам стає злочинцем, коли погоджується допомогти вродливій жінці повернути листа, яким злочинці її шантажують напередодні весілля. Події відбуваються у Лондоні та Вімблдоні.                                                                                       |                   |
| Загублена копальня                     | 21.01.1990 | Коли китайського бізнесмена з картою давно втраченої срібної копальні знаходять мертвим у Китайському кварталі, Пуаро повинен знайти карту та вбивцю. Події відбуваються у Лондоні.                                                                                      |                   |
| Корнуолльська таємниця                 | 28.01.1990 | Еліс Пенгеллі відвідує Пуаро щоб поділитися підозрою, що протягом довгого часу чоловік її труїть. Коли наступного дня Пуаро прибуває до Корнуолла, він запізнюється та знаходить її мертвою. Події відбуваються у Лондоні та у вигаданому містечку Полгавер у Корнуоллі. |                   |
| Загадкове зникнення містера Давенгайма | 04.02.1990 | Пуаро закладається з головним інспектором Джеппом, що зможе розгадати таємницю зниклого банкіра, не виходячи зі своєї квартири. Події відбуваються у Лондоні та околицях.                                                                                                |                   |
| Подвійний гріх                         | 11.02.1990 | Під час подорожі у молодої жінки викрадають набір антикварних мініатюр Наполеона. Капітан Гастінгс під керівництвом Пуаро вирушає на пошуки злодія. Події відбуваються у Лондоні та подорозі до Віндемера.                                                               |                   |
| Підозріло дешева квартира              | 18.02.1990 | Коли плани військово-морського флоту США щодо нового підводного човна викрадено, а злодій втікає до Лондона, ФБР посилає агента працювати з інспектором Джеппом, щоб повернути їх. Події відбуваються у Лондоні.                                                         |                   |
| Викрадення прем'єр-міністра            | 25.02.1990 | У Пуаро є лише 32 години, щоб знайти прем'єр-міністра викраденого перед важливим міжнародним самітом із питань озброєнь. Події відбуваються у Лондоні, околицях та Франції.                                                                                              |                   |
| Зірка Заходу                           | 04.03.1990 | Після отримання листів із погрозами, у молодої аристократки викрадають її знаменитий діамант, на очах у Пуаро. Події відбуваються у Лондоні та околицях. |                   |

### Третій сезон (1990–91)
| Назва                           | Прем'єра   | Короткий опис | Посилання на IMDb |
| ------------------------------- | ---------- | --- | ----------------- |
| Таємнича пригода в Стайлзі      | 16.09.1990 | Події розгортаються у 1917 році, коли Гастінгз разом з Пуаро вперше розслідують таємниче отруєння господині садиби, одруженої з чоловіком, молодшим за неї на двадцять років. Події відбуваються у садибі Стайлз-корт, графство Ессекс.        |                   |
| Як росте твій сад               | 06.01.1991 | На виставці квітів літня жінка в інвалідному візку дає Пуаро порожній пакет з насінням і просить його відвідати її наступного дня. Коли Пуаро приходить, виявляється що жінку було отруєно. Події відбуваються у Лондоні та у графстві Суррей. |                   |
| Крадіжка на мільйон доларів     | 13.01.1991 | Пуаро доручено перевезти в Америку облігації Liberty Bonds на мільйон доларів, але облігації все одно спритно вкрадено. Події відбуваються у Лондоні та на трансатлантичному лайнері Квін Мері.                                                |                   |
| Плімутський експрес             | 20.01.1991 | Гірничий підприємець наймає Пуаро розкрити жорстоке вбивство його доньки та крадіжку її коштовностей на борту експреса до Плімута. Події відбуваються у Лондоні та у інших регіонах Британії.                                                  |                   |
| Осине гніздо                    | 27.01.1991 | Пуаро розуміє, що готується вбивство, і за допомогою своєчасного хобі Гастінгза він намагається запобігти цьому. |                   |
| Трагедія в маєтку Марсден       | 03.02.1991 | Пуаро береться за справу, коли чоловіка знаходять мертвим на території його маєтку, до смерті наляканого духами, які останнім часом його переслідували.                                                                                        |                   |
| Подвійний доказ                 | 10.02.1991 | Пуаро допомагає старшому інспектору Джеппу знайти викрадача коштовностей, але на місці злочину з'являється графиня та відволікає його увагу.                                                                                                   |                   |
| Таємниця іспанського ящика      | 17.02.1991 | Відома акторка просить Пуаро захистити її від жорстокого чоловіка, але події змінюються, коли чоловік незабаром стає жертвою жахливого вбивства.                                                                                               |                   |
| Викрадення королівського рубіну | 24.02.1991 | Пуаро неохоче погоджується допомогти єгипетському принцу повернути цінний королівський рубін, який був вкрадений під час різдвяних свят. |                   |
| Справа на балу Перемоги         | 03.03.1991 | Пуаро і Гастінгс відвідують бал Перемоги, костюмовану вечірку з нагоди закінчення війни. Під час урочистостей одного з гостей знаходять зарізаним, а наступного дня інша гостя помирає від передозування наркотиками.                          |                   |
| Таємниця мисливської хатинки    | 10.03.1991 | Неприємного господаря знаходять вбитим у мисливській хатині після полювання. |                   |

### Четвертий сезон (1992)
| Назва                  | Прем'єра   | Короткий опис | Посилання на IMDb |
| ---------------------- | ---------- | --- | ----------------- |
| Вбивства за абеткою    | 05.01.1992 | Пуаро отримує глузливі листи від серійного вбивці, який, здається, вибирає своїх жертв і місця злочину за алфавітом.                                                                                      |                   |
| Смерть у хмарах        | 12.01.1992 | Поки Пуаро спить під час перельоту з Парижа до Лондона, відомого французького лихваря вбивають отруєним дротиком. Події відбуваються у Парижі та Лондоні.                                                 |                   |
| Раз, два — пряжка нова | 19.01.1992 | Після звичайного візиту до свого стоматолога, Пуаро дізнається що лікар невдовзі застрелився. Головний інспектор Джепп залучає детектива як свідка і консультанта. Події відбуваються у Лондоні та Індії. |                   |

### П'ятий сезон (1993)
| Назва                                  | Прем'єра   | Короткий опис | Посилання на IMDb |
| -------------------------------------- | ---------- | --- | ----------------- |
| Єгипетська гробниця                    | 17.01.1993 | Невдовзі після відкриття давньоєгипетської гробниці члени англо-американської музейної експедиції почали помирати за загадкових обставин. Чи може це справді бути прокляттям фараона? Пуаро їде до Єгипту, щоб розгадати таємницю. |                   |
| Невдаха                                | 24.01.1993 | Пуаро розслідує смерть жорстокого генерального директора хімічної компанії після того, як його нова формула революційного синтетичного каучуку стала мішенню злодія.                                                               |                   |
| Жовті іриси                            | 31.01.1993 | На другу річницю отруєння дружини чоловік хоче відтворити події що відбулися у вечір її смерті в Аргентині два роки тому. Тоді свідком смерті був сам Пуаро, але тоді не зміг попередити вбивство.                                 |                   |
| Справа про зниклий заповіт             | 07.02.1993 | Смертельно хворий чоловік просить Пуаро стати виконавцем його нового заповіту, але помирає до того як заповіт набрав силу. Пізніше з'ясовується, що старий заповіт було викрадено.                                                 |                   |
| Пригоди італійського аристократа       | 14.02.1993 | Пуаро розслідує вбивство італійського графа, який також був роботодавцем нового хлопця міс Лемон. Незабаром він дізнається, що жертва стала мішенню шантажиста.                                                                    |                   |
| Коробка шоколадних цукерок             | 21.02.1993 | Перебуваючи у Бельгії, Пуаро розповідає старшому інспектору Джеппу про невдалу справу із його ранніх днів у бельгійській поліції, яку він все ще має намір розкрити. Події відбуваються у Брюсселі.                                |                   |
| Дзеркало мерця                         | 28.02.1993 | Чоловіка, який перебив лот Пуаро на аукціоні за антикварне дзеркало, вбивають після того, як він звернувся за допомогою до Пуаро, щоб розібратись у справах свого ділового партнера.                                               |                   |
| Крадіжка в готелі «Ґранд-метрополітен» | 07.03.1993 | Поки Пуаро відпочиває на курорті, хтось викрадає дороге перлове намисто театральної актриси, яка зупинилася в його готелі. Події вібуваються у Брайтоні.                                                                           |                   |

### Шостий сезон (1995–96)
З сезону всі епізоди є повнометражними.
| Назва                       | Прем'єра   | Короткий опис | Посилання на IMDb |
| --------------------------- | ---------- | --- | ----------------- |
| Різдво Еркюля Пуаро         | 01.01.1995 | Тиранічний патріарх неблагополучної, але заможної родини скликає своїх дорослих дітей на різдвяну зустріч щоб повідомити про зміни у заповіті, але напередодні свята хтось перерізає йому горло.                                    |                   |
| Гікорі Дікорі               | 12.02.1995 | Міс Лемон переконує Пуаро розслідувати низку дрібних крадіжок в університетському гуртожитку. Виявляється, що майже всі події мають просте пояснення, в той час як понівечений рюкзак незабаром веде до вбивства власниці пансіону. |                   |
| Вбивство на полі для гольфу | 11.02.1996 | Поки Пуаро та Гастінгс відпочивають у Франції, бізнесмен каже Пуаро, що його життя в небезпеці. Наступного дня його знаходять зарізаним на сусідньому полі для гольфу.                                                              |                   |
| Німий свідок                | 16.03.1996 | Літня жінка боїться, що хтось із родичів планує її вбити та забрати її гроші у спадок. Пуаро переконує її позбавити спадщини своїх спадкоємців, але її все одно вбивають.                                                           |                   |

### Сьомий сезон (2000)
| Назва                    | Прем'єра   | Короткий опис | Посилання на IMDb |
| ------------------------ | ---------- | --- | ----------------- |
| Вбивство Роджера Екройда | 02.01.2000 | Пуаро виходить на пенсію але погоджується взятися за вбивство свого друга-промисловця, якого жорстоко вбивають невдовзі після того, як місцева вдова, яку підозрювали у вбивстві свого чоловіка, покінчила життя самогубством. Події відбуваються у вигаданому англійському селищі Кінгз-Еббот. |                   |
| Смерть лорда Еджвера     | 19.02.2000 | Відома акторка стає головною підозрюваною у вбивстві свого чоловіка-тирана але неможливо довести її провину, оскільки вона має алібі на ніч злочину. Події відбуваються у Лондоні. |                   |

### Восьмий сезон (2001–02)
| Назва                  | Прем'єра   | Короткий опис | Посилання на IMDb |
| ---------------------- | ---------- | --- | ----------------- |
| Зло під сонцем         | 20.04.2001 | Під час відпочинку Пуаро на курорті, відому кінозірку знаходять задушеною на сусідньому пляжі. Події відбуваються на невеликому курортному острові в затоці Лезеркомб.                                                                                                 |                   |
| Вбивство у Месопотамії | 02.06.2002 | Поки Пуаро перебуває у відпустці, дружина головного наукового співробітника археологічних розкопок зізнається йому, що постійно отримує листи з погрозами від покійного колишнього чоловіка. Невдовзі вона помирає за загадкових обставин. Події відбуваються в Іраці. |                   |

### Дев'ятий сезон (2003–04)
| Назва          | Прем'єра   | Короткий опис | Посилання на IMDb |
| -------------- | ---------- | --- | ----------------- |
| П'ять поросят  | 14.12.2003 | Люсі Крейл залучає Пуаро до розслідування вбивства 14-річної давності, в результаті якого її матір повісили за отруєння її батька-художника. |                   |
| Сумний кипарис | 26.12.2003 | Елінор Карлайл здається очевидною вбивцею своєї хворої тітки але Пуаро розкриває справу та знаходить темніші мотиви. |                   |
| Смерть на Нілі | 12.04.2004 | Заможну американську спадкоємицю, яка подорожує під час медового місяця на круїзному кораблі по Нілу, переслідує колишня подруга, хлопця якої вона вкрала та який став її новим чоловіком. Події відбуваються на річковому пароплаві Карнак у Єгипті та Нубії. |                   |
| Лощина         | 26.04.2004 | Пуаро береться за заплутане вбивство лікаря Крістоу, яке начебто скоїла його дружина після зради першого. І незважаючи та те що її схопили на місці злочину, Пуаро береться довести її непричетність.                                                          |                   |

### Десятий сезон (2006)
| Назва                       | Прем'єра   | Короткий опис | Посилання на IMDb |
| --------------------------- | ---------- | --- | ----------------- |
| Загадка «Блакитного потяга» | 01.01.2006 | Пуаро розслідує жорстоке вбивство американської спадкоємиці та крадіжку рубіна в Блакитному поїзді між Кале та Ніццою. |                   |
| Карти на стіл               | 19.03.2006 | Загадковий та зловісний містер Шайтана, один із найбагатших людей Лондона, запрошує до своєї розкішної квартири вісьмох гостей, чотири з яких є потенційними його убивцями, та чотири детективи. |                   |
| Після похорону              | 26.03.2006 | Коли незадовго до смерті чоловік позбавляє спадку своїх родичів та заповідає своє багатство іншим, адвокат померлого просить Пуаро розслідувати смерть клієнта. |                   |
| Берег удачі                 | 02.04.2006 | Молода вдова стає єдиною спадкоємицею покійного чоловіка, що викликає обурення родини покійного. Невдовзі з'являється невідомий чоловік, який починає шантажувати вдову інформацією про її першого чоловіка та згодом також помирає за загадкових обставин. Родичі залучають Пуаро, щоб він спробував довести, що зниклий перший чоловік вдови, можливо, все-таки не мертвий. |                   |

### Одинадцятий сезон (2008–09)
| Назва                   | Прем'єра   | Короткий опис | Посилання на IMDb |
| ----------------------- | ---------- | --- | ----------------- |
| Місіс Мак-Гінті померла | 14.09.2008 | Пара фотографій — єдина підказка, яку має Пуаро, щоб розкрити вбивство сільської господарки та довести невинність мешканки жертви.                                                                                        |                   |
| Кішка серед голубів     | 21.09.2008 | Іноземна революція, викрадена принцеса та королівські коштовності, це все пов'язано з престижною школою-інтернатом для дівчат поблизу Лондона. Коли вчительку фізкультури вбивають у спортзалі, за справу береться Пуаро. |                   |
| Третя дівчина           | 28.09.2008 | Після того, як невротична молода спадкоємиця каже Аріадні Олівер і Пуаро, що вона думає, що могла когось вбити, її колишню няню знаходять з порізаними зап'ястями.                                                        |                   |
| Зустріч зі смертю       | 25.12.2009 | Сирія, 1937 рік. Супроводжуючи свого чоловіка на археологічних розкопках, неприємну та владну леді Бойнтон знаходять зарізаною.                                                                                           |                   |

### Дванадцятий сезон (2010–11)
| Назва                          | Прем'єра   | Короткий опис | Посилання на IMDb |
| ------------------------------ | ---------- | --- | ----------------- |
| Трагедія в трьох діях          | 03.01.2010 | Коли під час вечірки, яку організовує актор сер Чарльз Картрайт, помирає священник відпивши коктейль, Пуаро спочатку відкидає ідею вбивства, але передумує, коли інший гість помирає таким же чином.                   |                   |
| Вечірка на Гелоувін            | 27.10.2010 | Під час сільської вечірки на честь Геловіну молода дівчина хвалиться, що була свідком вбивства багато років тому. Ніхто не вірить її розповіді, доки її тіло не знаходять пізно ввечері, втопленою у відрі з яблуками. |                   |
| Вбивство у «Східному експресі» | 25.12.2010 | Пуаро розслідує вбивство сумнівного американського бізнесмена, зарізаного у своєму купе. Але вбивці не вдасться втікти, оскільки через сніговий завал потяг заблокований серед лісу у Хорватії.                        |                   |
| Годинники                      | 26.12.2011 | Чотири годинники оточують невпізнаний труп у будинку сліпої жінки, куди викликають молоду друкарку. Однак Пуаро переконаний, що за складною постановкою стоїть проста розв'язка.                                       |                   |

### Тринадцятий сезон (2013)
| Назва                  | Прем'єра   | Короткий опис | Посилання на IMDb |
| ---------------------- | ---------- | --- | ----------------- |
| Слони вміють пам'ятати | 09.06.2013 | Аріадна Олівер стає детективом-любителем, коли хрещена дочка доручає їй дізнатися правду про таємничу смерть її батьків. |                   |
| Велика четвірка        | 23.10.2013 | Оскільки загроза світової війни нависла, Пуаро шукає допомоги як у старих, так і у нових друзів, коли він протистоїть небезпечній групі дисидентів, відповідальних за серію жорстоких вбивств.                                             |                   |
| Дурість мерця          | 30.10.2013 | Місіс Олівер просять вигадати для гри-полювання на вбивцю для девонського свята, але її передчуття змушує її звернутися за допомогою до Пуаро. Її страхи реалізуються, коли дівчина, яка грає жертву вбивства, виявляється справді вбитою. |                   |
| Подвиги Геракла        | 06.11.2013 | Погоня Пуаро за сумнозвісним злодієм предметів мистецтва приводить його до засніженого готелю в швейцарських Альпах, де він зустрінеться з безліччю таємниць і знову побачить знайоме обличчя з минулого.                                  |                   |
| Завіса                 | 13.11.2013 | Хворий Пуаро разом з Гастінгсом повертається до Стайлза, через три десятиліття після розгадки їхньої першої справи, щоб зупинити серійного вбивцю.                                                                                         |                   |

## Виноски
1. ↑  На DVD-релізах змінено порядок восьмої серії, розміщено «Зло під сонцем» після «Вбивства в Месопотамії» і неправильно вказано дату виходу першого епізоду в ефір як «15 грудня 2002 року» (це дата виходу у Франції), а останнього — як «8 липня 2001 року» (це дата виходу в ефір у США, яка вийшла першою, разом із французькою).
2. ↑  Вийшов в ефір 8 липня 2001 року у Франції та США